# Leptotarsus (Tanypremna) aurantiothorax
Leptotarsus (Tanypremna) aurantiothorax is een tweevleugelige uit de familie langpootmuggen (Tipulidae). De soort komt voor in het Neotropisch gebied.